# Nagoda
Nagoda is een geslacht van vlinders van de familie slakrupsvlinders (Limacodidae).

## Soorten
- N. cardinalis Wileman & South, 1921
- N. francesca Swinhoe, 1902
- N. nigricans Moore, 1887
- N. parvimago Holloway, 1976
- N. prattorum West, 1937